# 成都ハンターズ
「成都ハンターズ（Chengdu Hunters）」は、中華人民共和国・四川省成都市を本拠地とする『オーバーウォッチ（Overwatch）』電競チームである。「オーバーウォッチ・リーグ（Overwatch League / OWL）」所属。漢字では「成都猟人（せいとりょうじん）」と呼ばれることもある。

## 歴史

### 2018年
- 2018年8月2日、「虎牙ライブストリーミング」は「オーバーウォーチー・リーグ（Overwatch League / OWL）」成都フランチャイズを獲得。虎牙が「OWL成都チーム」を設立。[1][2]

- 2018年11月12日、「OWL成都チーム」ブランド「成都ハンターズ（Chengdu Hunters）」は公開された。[3]中国で有名なeスポーツクラブ「RNG」は、虎牙と共にこのチームを運営。

## 選手
2018-11-09現在

### 在籍選手
| No. | ハンドル                 | 姓名                   | 出身           | ロール     | 備考                                      |
| 7   | Kyo                      | 孔春亭 (Kong Chunting) | 中華人民共和国 | サポート   | - 「Team CC」から転入，2018年11月29日公開 |
| 77  | Garry                    | 管力 (Guan Li)         | 中華人民共和国 | サポート   | - 「LF」から転入，2018年11月29日公開      |
| 29  | Yveltal                  | 李先曜 (Li Xianyao)    | 中華人民共和国 | サポート   | - 「LGE」から転入，2018年11月29日公開     |
| 5   | Ameng                    | 丁蒙涵 (Ding Menghan)  | 中華人民共和国 | タンク     | - 「MSC」から転入，2018年11月30日公開     |
| 64  | LateYoung                | 马添彬 (Ma Tianbin)    | 中華人民共和国 | タンク     | - 「Team CC」から転入，2018年11月30日公開 |
| 3   | Elsa                     | 罗文杰 (Luo Wenjie)    | 中華人民共和国 | タンク     | - 「LGE」から転入，2018年11月30日公開     |
| 24  | Jinmu                    | 易虎 (Yi Hu)           | 中華人民共和国 | ダメージ   | - 「MSC」から転入，2018年12月1日公開      |
| 88  | YangXiaoLong             | 章智浩 (Zhang Zhihao)  | 中華人民共和国 | ダメージ   | - 「MY」から転入，2018年12月1日公開       |
| 24  | Jiqiren                  | 韦炎宋 (Wei Yansong)   | 中華人民共和国 | タンク     | - 「Team CC」から転入，2019年1月16日公開  |
| 74  | Baconjack                | 罗子恒 (Tzu-Heng Lo)   | 中華民国       | ダメージ   | - 「FW」から転入，2018年12月1日公開       |
|     | Leave （年齢制限未活動） | 黄馨 (Huang Xin)       | 中華人民共和国 | フレックス | - 「MY」から転入，2019年7月25日公開       |
| --- | ------------------------ | ---------------------- | -------------- | ---------- | ----------------------------------------- |

## ヘッドコーチ
2018年11月9日現在
| ハンドル | 姓名                  | 出身           | 就任日     | 離任日 | 注 | 備考 |
| Rui      | 王星睿 (Wang Xingrui) | 中華人民共和国 | 2018-11-26 |        |    |      |
| -------- | --------------------- | -------------- | ---------- | ------ | -- | ---- |